# 原田観峰

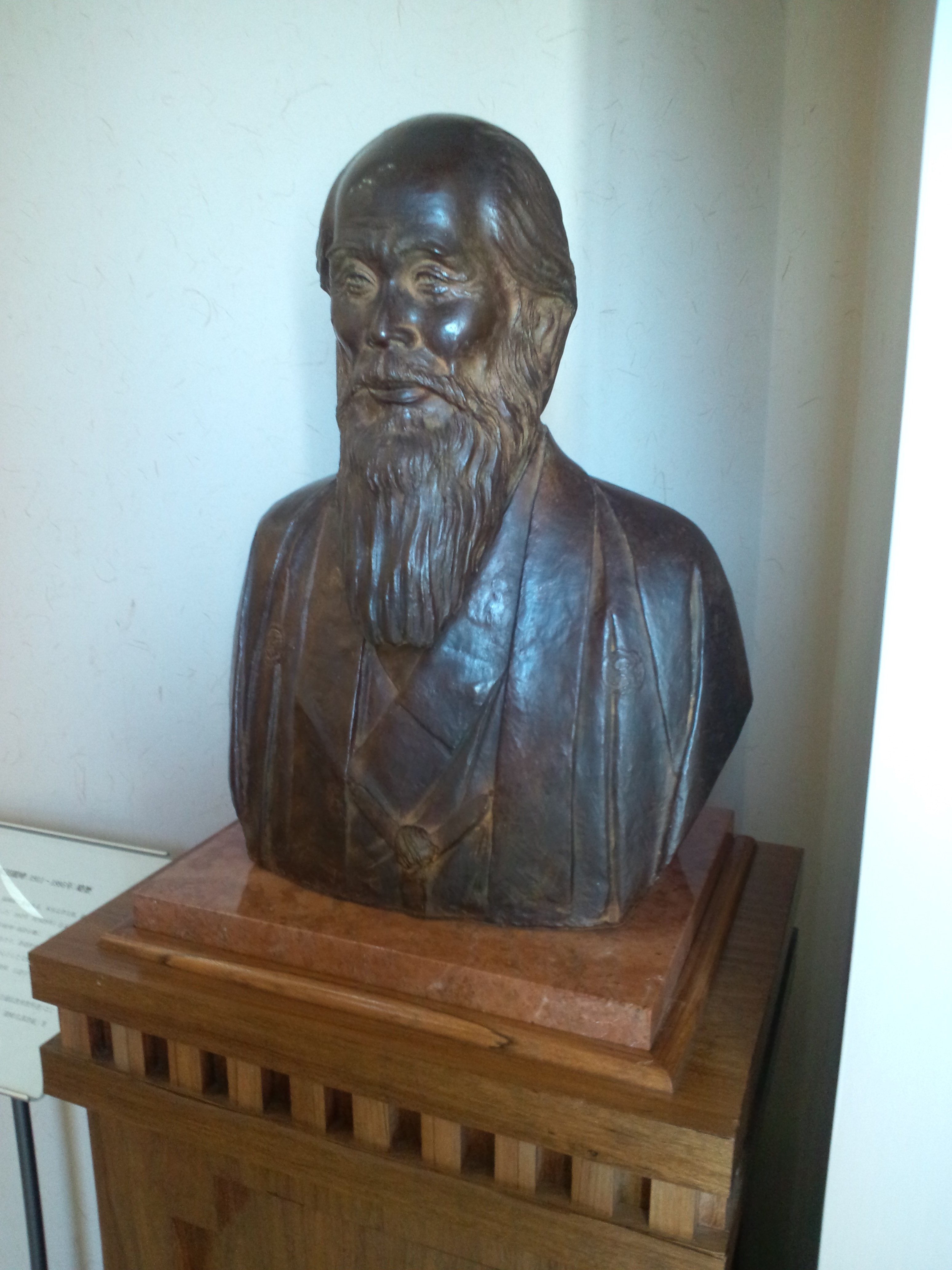
原田観峰の胸像（観峰館にて）

原田 観峰（はらだ かんぽう、明治44年（1911年）3月21日 - 平成7年（1995年）7月）は、日本の書家、教育者。福岡県にて生まれ、戦前は東京都で教鞭を取り、戦後は福岡に戻って複数の幼稚園を開設した。後の日本習字教育財団を創立して日本全国で書道教育を推進したほか、海外の文化資料の蒐集を行った。開設した博物館である観峰館には蒐集した資料が所蔵されている。

## 生い立ち

### 終戦まで
本名は原田孝太郎。1911年3月21日、福岡県山門郡瀬高町（現・みやま市）に生を受ける。実家は酒樽の製造を営んでいた。教育熱心な父親の下に育ち、幼少期から書道を嗜み、また学問にも秀でていたとされる。当時は小野鵞堂の作品を手本として筆の練習をしていた。福岡県内の私立中学の受験を予定していたが、受験の年に親戚が取引で損害をもたらして家業が経営難に陥ったため、受験を断念することになる。博多で親族の家に居候し、昼は九州大学で給仕を勤め、夜間学校に通った。
17歳で上京し、日本大学教育学部二部（夜間部）へ進学。昭和初期に小学校の代用教員として採用され、アルバイトも兼業。泰東書道展に「写経細楷」を出品して入選。また、小野鵞堂の設立した斯華会に所属した。こうして32歳まで東京都内で過ごした。やがて太平洋戦争が始まると徴兵されるが、書道に長けていたことから、九州地方の連隊で賞状などを執筆する事務方に配属される。このため戦地へ赴くことなく終戦を迎えた。

### 教育者や蒐集家として
戦後は、1946年に下庄八幡神社境内に私立瀬高幼稚園を設立。同園を継承した瀬高保育園を経営し、その分園も開設した。ひばり保育園とほたる幼稚園を続けて開設。最終的に5つの幼稚園を運営したとされる。またこの頃、みやま市立瀬高中学校の書道講師も務めた。こうして習字・書道を園児や生徒に教えるうち、成人にも教えたいと考え始める。
42歳であった1953年に西日本書道通信学会を創立。手本や指導書は家族と共に謄写版で作成して封筒に入れ通信教育を行っていたが、やがて規模を拡大して拠点を博多に移し、西日本習字連盟に改名。連盟はやがて中国地方や近畿地方にも範囲を広げ、日本習字教育財団となる。
観峰は「正しい文字・美しい文字」をモットーに書道の教育普及活動を実施、講座の手本の執筆や講習会への登壇を担った。また海外でも活動を行い、30を超える国々で書道を中心とする文化交流を実施した。1960年代後半から中国で文化大革命に伴って中国書画が多く中国国外へ売り出されるようになると、観峰は本物か贋作であるかに拘らず書画を購入して蒐集した。また、1970年代後半からアメリカやヨーロッパにも活動範囲を広げるようになる。この際に文字を日常生活に用いない文化と出会って衝撃を受けた観峰は、アフリカ・オセアニアの民族資料、ヨーロッパのアンティーク品なども蒐集することになる。
場所を借りるのではなく独自の研修施設が欲しいと考え、1977年には滋賀県の永源寺町（現・東近江市）蛭谷地区に習字講師養成施設「すめら学園」を設立。春秋にそれぞれ2,3か月の養成講座を22年間開講した。「すめら学園」の開設に際して当時の滋賀県議会議員であった北川弥助と親睦を深め、その縁で1985年に淡海女子専門学校を淡海書道文化専門学校に改称して校長に就任。これ以降、書道の実技と書文化を学ぶ専門学校として運営し、淡海書道文化研究センター（1990年）や書道研究科（1995年）を設置した。
1995年7月に死去。享年84歳であった。同年10月には淡海書道文化専門学校に隣接して博物館である観峰館が開設され、蒐集していた中国書画などが「観峰コレクション」として展示されている。

## 人物
「鶴舞千年」という作品を好んで書いていた。手本の執筆の際や、一日の腕の調子を整える際に、よく執筆していたとされる。

## 親族
夫人との間に2男4女。長男・詳経（みつのり、しょうけい。1948年 - 2014年）は書家（観峰流書道宗家2代目）で実業家。詳経の長男・観岱（芳孝）は書家（観峰流書道宗家3代目）。